# Diesel (klädmärke)

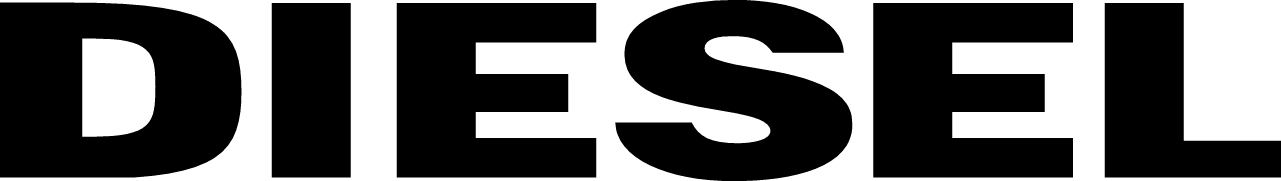
Diesels logotyp.

Diesel är ett italienskt klädmärke grundat 1978 av Renzo Rosso. Märket är mest känt för sina jeans som burits av bland andra Robbie Williams och Bill Kaulitz. De har över 200 butiker världen över. I Sverige finns det två butiker, flaggskeppsbutiken på Biblioteksgatan 9 i Stockholm och en butik på Södra förstadsgatan i Malmö.
På 1990-talet hade Diesel kontor, showroom och ateljéer i Finnboda, Nacka.